# 無著道忠
無著道忠（むじゃく どうちゅう、承応2年7月25日（1653年9月16日） - 延享元年12月23日（1745年1月25日））は、江戸時代の禅宗中の臨済宗妙心寺派の学僧である。諱は道忠．号は葆雨堂・照冰堂。
俗姓は熊田氏で但馬国（兵庫県）の出身である。

## 生涯
最初出石の如来寺で小僧となり、1660年、8歳で上洛し出家して、妙心寺龍華院の竺印祖門（1610年 - 1677年）の門弟となり、嗣法となる。
その後は紀伊国吹上寺の逸堂・越前国大安寺の黙印のもとに参禅、一旦帰京して龍華院に住し、1677年、25歳で、師の跡を継ぎ、龍華院の第2世に就任する。この頃すでに、禅籍などの講筵に加わり、大愚宗築門下の黙印について修禅にはげんでいた。また、各地の先学に教えを乞い、禅籍以外の仏典、漢籍、暦書、中国・日本の小説の類や古籍などの種々の分野にわたる諸本を渉猟した。そして、古版本や古写本の抄写や校勘を行なった。自ら禅籍の講説を行なうことも多く、注釈書や辞書の類を多く著し、その中で『金鞭指街』18において鈴木正三の仁王禅を、『正法眼蔵僣評』（正徳3年（1713年）による道元の『正法眼蔵』中の大慧への言及を、『黄檗外記』（享保5年（1720年））による黄檗宗（隠元隆琦）をそれぞれ批判した。その緻密な方法による業績群は当時にあっては異彩を放っており、近現代になってからも、その学問的評価は揺らぐことがない。
1707年、55歳で妙心寺の住持となる。1714年、62歳の時に、妙心寺に再住。1722年、69歳で、妙心寺に三住する。1723年、70歳で龍華院に隠居。
延享元年12月23日（1745年1月25日）、92歳で没する。

## 主な著作
全374種911巻と称される程、数多くの著作を残した。
- 『禅林象器箋』（1715年）
- 『葛藤語箋』（1744年）
- 『禅林方語』
- 『支那俗語』

以上、辞典類
- 『虚堂録犂耕』（1727年）
- 『臨済慧照禅師語録疏瀹』（1726年）

以上、註釈書
- 『古尊宿語要』（1731年）
- 『少林三論』（1735年）

以上、校訂書
その他
- 『小叢林略清規』（1684年）
- 『黄檗外記』（1720年）
- 『永平正法眼蔵拈錍』